# (10921) Romanozen
(10921) Romanozen (1998 BC2) – planetoida z pasa głównego asteroid okrążająca Słońce w ciągu 3,38 lat w średniej odległości 2,25 j.a. Odkryta 17 stycznia 1998 roku.